# Koreasat 5
Koreasat 5 ist ein südkoreanischer Kommunikationssatellit. Er wurde vorwiegend für militärische Zwecke gebaut, dient aber auch zivilen Zwecken. In militärischer Funktion wird der Satellit Anasis-I (Army/Navy/Air Force Satellite Information System 1) genannt.
Der Start erfolgte am 22. August 2006 durch die Firma Sea Launch mit einer Rakete vom Typ Zenit.
Der Satellit besitzt eine hohe Übertragungskapazität. Er wurde auf der geostationären Bahn stationiert, um den asiatisch-pazifischen Raum abzudecken. Er hat eine Masse von 4.438 Kilogramm und wurde auf der Position 113 Grad Ost direkt über der Insel Borneo stationiert. Gebaut wurde er vom italienischen Unternehmen „Alcatel Alenia Space“, Auftraggeber war die Firma KT Corporation (ein führender Telekommunikationsprovider der Region) und das südkoreanische Verteidigungsministerium. Der Satellit ist für eine Lebensdauer von 15 Jahren ausgelegt. Er besitzt 36 Transponder, die von zwei Kunden betrieben werden können. Es ist Südkoreas erster Militärsatellit, der primär für militärische Zwecke hergestellt wurde.